# Буниця (Сень)
Буниця (хорв. Bunica) — населений пункт у Хорватії, у Лицько-Сенській жупанії у складі міста Сень.

## Населення
Населення за даними перепису 2011 року становило 85 осіб.